# Rata del bambú xinesa
La rata del bambú xinesa (Rhizomys sinensis) és una espècie de la família dels espalàcids que viu al sud de la Xina, el nord de Myanmar i el nord del Vietnam. El nom científic de l'espècie fou publicat per primera vegada per Gray el 1831. Té un cos rodanxó amb el pelatge espès de color gris marró, el musell aixafat i la cua curta i escatada. La llargada corporal és d'entre 22 i 40 cm, la llargada de la cua d'entre 3,5 i 6,5 cm i el pes d'entre 12 i 35 g. Menja arrels i brots de bambú, llavors i fruita.